# Сребро-перманганат
Сребро-перманганат је неорганско хемијско једињење хемијске формуле AgMnO4.

## Добијање
То је црвена чврста супстанца која се добија у реакцији сребро-нитрата и калијум-перманганата. Потребно је претходно ове две супстанце растворити и те растворе загрејати, а након мешања оставити их да се охладе.